# Хьюз, Мэдисон
Мэдисон Джон Хьюз (англ. Madison John Hughes, родился 26 октября 1992 года) — американский регбист английского происхождения, выступающий в регби-15 и регби-7, капитан сборной США по регби-7 с 2014 года. В составе сборной США является рекордсменом по числу набранных очков (1510 очков в 281 встрече Мировой серии). Серебряный призёр Мировой серии сезона 2018/2019, лучший бомбардир Мировой серии сезона 2015/2016 (331 очко). Один из лидеров сборной США не только по очкам, но и по захватам.

## Ранние годы
Уроженец английского города Эпсом, старший из трёх детей. Отец — Стюарт, вырос в Эпсоме. Мать — Кэти, выросла в Ланкастере (штат Массачусетс), недалеко от Бостона, работала в Bank of Boston (позже поглощён Bank of America). Родители после свадьбы переехали в Лондон, а Мэдисон неоднократно ездил в гости к бабушке по материнской линии в Ланкастер. Учился в Веллингтонском колледже, выступал за его регбийную команду в 2006—2011 годах, а также играл за команду графства Суррей по крикету и за футбольную команду. Позже переехал учиться в США в Дартмутский колледж, играл за команды по регби-15 на позиции фулбэка и по регби-7. На третьем курсе стал капитаном команды Дартмутского колледжа. В возрасте 18 лет проходил просмотр в академии клуба «Лондон Айриш», однако контракт ему не предложили.
В 2012—2014 годах, выступая в студенческом чемпионате США, попадал в символические сборные чемпионатов, а в 2012 году занял третье место в чемпионате среди лидеров бомбардирской гонки с попыткам (6 попыток и 30 очков, которые вывели его на 6-е место среди бомбардиров по очкам). В 2013 году с восемью попытками занял 2-е место в гонке бомбардиров, набрал 58 очков всего и занял 2-е место в гонке бомбардиров. В 2013 и 2014 годах был капитаном сборной по регби-7 и сборной по регби-15 соответственно. Окончил колледж со степенью бакалавра в области истории.

## Карьера в сборных
В 2012 году со сборной США не старше 20 лет Хьюз выступил на Мировом трофее по регби среди юниоров и выиграл турнир. Он выступал на позиции фулбэка на турнире: за весь турнир он набрал 72 очка, став лидером сборной США по попыткам (4 попытки). В сезоне 2013/2014 Хьюз дебютировал в сборной США по регби-7, стал лучшим бомбардиром по очкам на этапах в Веллингтоне (33 очка) и Японии (28 очков). В октябре 2014 года перед этапом в Голд-Косте стал капитаном сборной, будучи самым молодым игроком в команде; в 2015 году на этапе в Лондоне впервые с командой стал победителем этапа Мировой серии.
В сезоне 2015/2016 с командой США Хьюз занял 6-е место, набрав рекордное 331 очко и став лучшим бомбардиром всей Серии. В том же году сыграл на летних Олимпийских играх в Рио-де-Жанейро (9-е место): провёл 5 матчей и набрал 20 очков. 12 ноября того же года дебютировал в составе сборной по регби-15 в Бухаресте матчем против Румынии, всего сыграл 5 матчей и набрал 5 очков за счёт одной попытки, прежде чем вернуться в регби-7. В 2018 году пропустил часть сезона из-за травмы, однако восстановился к началу чемпионата мира в Сан-Франциско, на котором был капитаном команды (сборная США заняла там 6-е место). В 2019 году по итогам этапа в Париже попал в символическую сборную турнира.
В 2021 году выступил со сборной США на Олимпиаде в Токио. Сыграл там 6 матчей и набрал 32 очка: в групповом этапе набрал 7 очков против Кении (попытка и реализация), 9 против Ирландии (попытка и две реализации) и 2 очка против ЮАР (реализация); в проигранном четвертьфинале против Великобритании принёс 6 очков команде (три реализации), в утешительном матче плей-офф против Канады набрал ещё 6 очков (три реализации), а в игре за 5-е место против ЮАР набрал только 2 очка (реализация). В итоге сборная заняла 6-е место.

## Статистика по сезонам
| Сезон                        | Очков | В сборной США (место) | В мире (место) |
| ---------------------------- | ----- | --------------------- | -------------- |
| 2014/15                      | 296   | 1-е                   | 2-е            |
| 2015/16                      | 331   | 1-е                   | 1-е            |
| 2016/17                      | 279   | 2-е                   | 3-е            |
| 2017/18                      | ?     | ?                     | ?              |
| 2018/19                      | 299   | 1-е                   | 2-е            |
| Итого (после сезона 2018/19) | 1,410 | 1-е                   | 7-е            |